# Halozetes capensis
Halozetes capensis is een mijtensoort uit de familie van de Ameronothridae. De wetenschappelijke naam van de soort is voor het eerst geldig gepubliceerd in 2003 door Coetzee & Marshall.